# Bon de Savornin Lohman
Jhr. Bonifacius Christiaan (Bon) de Savornin Lohman (Singapore, 30 juli 1947) is een Nederlands jurist en voormalig raadsheer in de Hoge Raad der Nederlanden.
Lohman studeerde van 1966 tot 1972 rechtsgeleerdheid in Utrecht, waarna hij advocaat werd bij Nauta Lambert Blussé (nu NautaDutilh) in Rotterdam; van 1974 tot 1976 was hij ook lid van het bestuur van de Jonge Balie. In 1981 werd hij lid van de rechterlijke macht als rechter-commissaris bij de Rechtbank Rotterdam, waar hij sedert 1979 al rechter-plaatsvervanger was. Vijf jaar later werd hij raadsheer bij het Gerechtshof Den Haag; in 1993 werd hij vicepresident van datzelfde hof. 
Op 8 februari 2000 werd hij voorgedragen voor benoeming in de Hoge Raad, ter voorziening in de vacature die door het ontslag van Siep Martens was ontstaan. Hij werd ook persraadsheer van de Hoge Raad. Op 31 maart 2016 werd hij benoemd tot raadsheer in buitengewone dienst; bij die gelegenheid werd hij ook benoemd tot Officier in de Orde van Oranje-Nassau. Op 1 september 2017 werd Lohman ontslag verleend wegens het bereiken van de in de wet bepaalde leeftijdsgrens voor zittende magistraten. 
Lohman is een kleinzoon van CHU-politicus Bonifacius Christiaan de Savornin Lohman, naar wie hij is vernoemd, en een achterneef van Alexander de Savornin Lohman.